# Music for the Jilted Generation
Albums de The Prodigy
Experience
(1992) The Fat of the Land
(1997)
Singles
1. One Love
Sortie : 4 octobre 1993
2. No Good (Start the Dance)
Sortie : 16 mai 1994
3. Voodoo People
Sortie : 12 septembre 1994
4. Poison
Sortie : 6 mars 1995

Music for the Jilted Generation est le deuxième album studio du groupe de musique électronique anglais The Prodigy. Il a été publié pour la première fois en juillet 1994 par XL Recordings au Royaume-Uni et par Mute Records aux États-Unis.
Tout comme sur le premier album du groupe Experience, Maxim Reality et Liam Howlett sont les seuls membres à contribuer à l'album.

## Liste des pistes
Toutes les chansons sont écrites et composées par Liam Howlett, sauf indication contraire.
| No  | Titre                                    | Durée |
| --- | ---------------------------------------- | ----- |
| 1.  | Intro                                    | 0:45  |
| 2.  | Break & Enter                            | 8:24  |
| 3.  | Their Law                                | 6:40  |
| 4.  | Full Throttle                            | 5:02  |
| 5.  | Voodoo People                            | 6:27  |
| 6.  | Speedway (Theme from Fastlane)           | 8:56  |
| 7.  | The Heat (The Energy)                    | 4:27  |
| 8.  | Poison                                   | 6:42  |
| 9.  | No Good (Start the Dance)                | 6:17  |
| 10. | One Love (Edit)                          | 3:53  |
| 11. | The Narcotic Suite: 3 Kilos              | 7:19  |
| 12. | The Narcotic Suite: Skylined             | 5:56  |
| 13. | The Narcotic Suite: Claustrophobic Sting | 7:13  |

## Personnel
- Liam Howlett – performing, synthétiseurs, claviers, échantillonnage, boîtes à rythmes, production (on tracks 1, 2, 3, 6, 8, 11, 12, and 13) à Earthbound studios, co-production (sur les Pistes 4, 5, 7, 9, et 10) à The Strongroom, mixage, ingénierie
- Maxim Reality – co-auteur et chanteur sur "Poison"
- Neil McLellan – co-production et mixage (sur les Pistes 4, 5, 7, 9, et 10) à The Strongroom
- Pop Will Eat Itself – interprète sur "Their Law"
- Phil Bent – flûte en live
- Lance Riddler – guitare en live sur "Voodoo People"
- Mike Champion – management
- Stuart Haygarth – couverture